# Standard Chartered

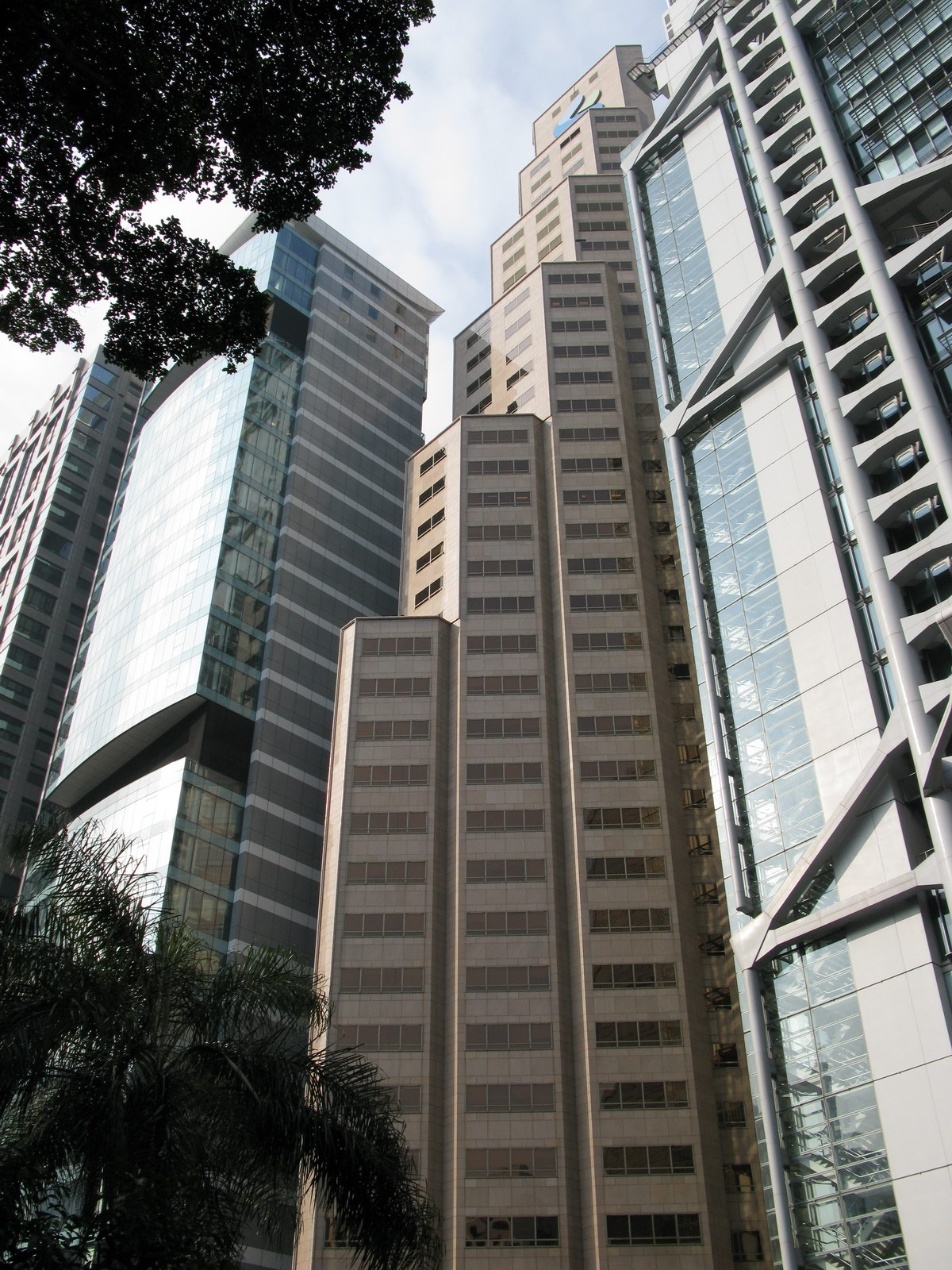
Sediul băncii din Hong Kong

Standard Chartered PLC este o companie internațională cu servicii bancare și financiare multinaționale cu sediul central în Londra, Regatul Unit. Compania are  o rețea de peste 1.200 de sucursale și puncte de vânzare (inclusiv filiale, asociații) în peste 70 de țări, cu un efectiv  de 87.000 de angajați.  Aproximativ 90% din profiturile companiei provin din filialele din Asia, Africa și Orientul Mijlociu. Denumirea de Standard Chartered provine de la numele a două bănci: Chartered Bank of India, Australia and China și Standard Bank of British South Africa, prin fuzionarea cărora a  fost constituită compania în 1969.